# Sonnet 50

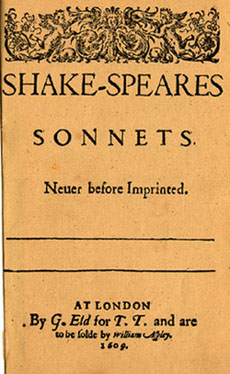
Sonnetten van Shakespeare, 1609

Sonnet 50 is een van Shakespeares gedichten uit een reeks van 126 Fair Youth sonnets ("sonnetten over een mooie jongeling"), die gericht zijn aan een jongeman. De sonnetten die traditioneel worden aangeduid als de Rival poet-reeks (waarin een dichter-rivaal optreedt) zijn sonnetten 78-86 uit deze Fair Youth-reeks. De vraag over wie deze jongeman ("Mr. W.H."), tot wie Shakespeare zich richtte, wel geweest zou zijn, gaf aanleiding tot veel speculatie. In het academisch debat wordt vaak de naam Henry Wriothesley als beste kandidaat voorgesteld. Shakespeare schreef in totaal 154 sonnetten.
In Sonnet 50 heeft de dichter afscheid genomen van zijn geliefde vriend om op reis te gaan. Hij beschrijft hoe hij zich voelt wanneer zijn paard hem elke dag verder wegvoert van zijn voorbije geluk.

## Shakespeares tekst
| Sonnet 50 How heavy do I journey on the way, When what I seek, my weary travel's end, Doth teach that ease and that repose to say, 'Thus far the miles are measur'd from thy friend!' The beast that bears me, tired with my woe, Plods dully on, to bear that weight in me, As if by some instinct the wretch did know His rider lov'd not speed, being made from thee: The bloody spur cannot provoke him on That sometimes anger thrusts into his hide, Which heavily he answers with a groan More sharp to me than spurring to his side; For that same groan doth put this in my mind: My grief lies onward, and my joy behind. |

## Vertaling
O, mijn hart voelt zo zwaar langs de wegen die ik ga, daar het einde
Der reis, hoewel rust en comfort, mij ook leert wat me deert:
Dat hoezeer ik ook verlang naar de rust die me wacht, 't niet volstaat
Om jouw beeld te vergeten en d'afstand steeds groeit die ons scheidt.
Het paard dat me draagt torst bedaard mijn verdriet, zo traag
Ploetert het voort alsof 't zware gewicht van mijn wee
Hem bedrukt, 't arme dier lijkt te weten vanuit zijn instinct
Dat zijn ruiter niet wil om met haast van zijn lief weg te gaan.
Zelfs 't bloederige spoor in zijn zij dat zijn ruiter uit woede
Soms stoot, drijft hem niet tot een snellere tred,
Slechts een zucht als een kreun is zijn antwoord op mij; meer verwond
Voel ik me dan het spoor in het vlees van mijn rijdier vermag.
Door het scherpe gekreun en de pijn van mijn paard ben ik bewust
Dat ellende voor mij ligt, in 't verleden het plezier en de lust.
(Vertaling: Jules Grandgagnage)

## Analyse
Metrum: de vertaler maakt gebruik van de anapestische pentameter om de drietelgang van de galop van het paard te imiteren. Er zijn dus vijf heffingen per versregel net zoals bij Shakespeare, die zijn sonnet echter vormgaf met de jambische pentameter.
Samengevat
"Ik reis met een bezwaard hart, want aan het einde van deze reis mag ik weliswaar rusten, maar ben ik nog verder van mijn geliefde vriend verwijderd dan de dag voordien. Mijn paard lijkt het gewicht van mijn verdriet aan te voelen en haast zich niet, zelfs niet als ik het de sporen geef. De pijn van het spoor voel ik scherper dan mijn rijdier, omdat het me herinnert dat ik me van vreugde naar ellende begeef."
1 · 2 · 3 · 4 · 5 · 6 · 7 · 8 · 9 · 10 · 11 · 12 · 13 · 14 · 15 · 16 · 17 · 18 · 19 · 20 · 21 · 22 · 23 · 24 · 25 · 26 · 27 · 28 · 29 · 30 · 31 · 32 · 33 · 34 · 35 · 36 · 37 · 38 · 39 · 40 · 41 · 42 · 43 · 44 · 45 · 46 · 47 · 48 · 49 · 50 · 51 · 52 · 53 · 54 · 55 · 56 · 57 · 58 · 59 · 60 · 61 · 62 · 63 · 64 · 65 · 66 · 67 · 68 · 69 · 70 · 71 · 72 · 73 · 74 · 75 · 76 · 77 · 78 · 79 · 80 · 81 · 82 · 83 · 84 · 85 · 86 · 87 · 88 · 89 · 90 · 91 · 92 · 93 · 94 · 95 · 96 · 97 · 98 · 99 · 100 · 101 · 102 · 103 · 104 · 105 · 106 · 107 · 108 · 109 · 110 · 111 · 112 · 113 · 114 · 115 · 116 · 117 · 118 · 119 · 120 · 121 · 122 · 123 · 124 · 125 · 126 · 127 · 128 · 129 · 130 · 131 · 132 · 133 · 134 · 135 · 136 · 137 · 138 · 139 · 140 · 141 · 142 · 143 · 144 · 145 · 146 · 147 · 148 · 149 · 150 · 151 · 152 · 153 · 154